# Herb Wallis i Futuny

Herb Wallis i Futuny

Herb Wallis i Futuny – w czerwonym polu tarczy kroju francuskiego, w lewym górnym rogu umieszczona jest flaga francuska (Tricolore). W lewej części podstawy srebrny krzyż (pattée).
Krzyż o takim kształcie jest pamiątką po francuskich misjonarzach, którzy szerzyli tutaj chrzescijaństwo w XIX wieku. Cztery białe trójkąty tworzące krzyż skośny symbolizują trzy tradycyjne królestwa na wyspach (Alo, Sigave i Uvea) a czwarty francuskiego administratora. Tricolore w herbie to znak francuskiej suwerenności nad wyspami. Herb przyjęty został w 1985 roku.